# Vigilâncio (mestre da cavalaria)
Vigilâncio (em latim: Vigilantius) foi um oficial romano do começo do século V, ativo durante o reinado do imperador romano ocidental Honório (r. 395–423).

## Vida
Vigilâncio aparece pela primeira vez em 408, após a morte de Estilicão, quando foi nomeado por Honório como conde dos domésticos por influência de Olímpio. Tendo em vista sua posição posterior, é provável que fosse conde dos domésticos equestres. Mais tarde, Vigilâncio foi nomeado como mestre dos equestres. Em 409, após a queda de Olímpio, ele e Turpilião foram presos e sentenciados ao exílio, mas foram executados por sua escolta, alegadamente sob ordens do prefeito pretoriano Jóvio.